# Zonguldak (település)
Zonguldak (török kiejtéssel: [zoŋˈguɫdak]) egy körülbelül 100 ezer lakosú város Törökország fekete-tengeri régiójában. Zonguldak tartomány és Zonguldak körzet székhelye. 
A várost 1849-ben alapították a közeli Ereğli szénbányák kikötővárosaként. A jelenlegi polgármester Tahsin Erdem, aki a CHP-t képviseli.

## Etimológia
A város nevének eredetére vonatkozóan többféle elmélet létezik:
Egyes elméletek szerint a Zone Geul-Dagh nevéből származik, amelyet a francia és belga bányatársaságok adtak a területnek a francia „zone” és a török Göldağı („Tó-hegy”) francia írásmódjából, a Devrek kerület közelében található legmagasabb hegységből.
Más vélemények szerint:
- a név a török zongalık szóból származik, ami „mocsarat”, vagy zongurát jelent.
- a név a közeli ókori település, Sandaraca vagy Sandarake (ógörögül Σανδαράκη) nevéből származhat.
- a név a „dzsungel” (ahogy a francia vállalkozók nevezték a területet az egyenetlen erdős földrajz miatt) és a török dağ 'hegy' szóból származhat.
- Egy 1920-as jelentésében pedig a brit külügyminisztérium nevét Zonguldakot Zunguldaknak írta.

## Története
Az ókorban a város Bithyniához tartozott. Bithünia utolsó királya, IV. Nikomédész bithüniai király a rómaiakra hagyta királyságát, ezért Zonguldak i. e. 74-ben bekövetkezett halála után római lett. Kr. e. 64-től Kr. u. 295-ig a város Bithynia et Pontus tartományhoz, majd felbomlása után Bithünia tartományhoz tartozott. Bithünia a 11. századig a Római vagy Bizánci Birodalom része maradt, megszakítással 1074 és 1097 között, amikor a szeldzsukok meghódították az országot. A Latin Birodalom idején Zonguldak a Nikaiai Birodalomhoz tartozott.
Miután I. Oszmán oszmán szultán első fosztogató hadjáratai 1298-ban Bithünia felé vezettek, a régió 1302-ben az Oszmán Birodalom részévé vált.
Az első világháború Zonguldak kikötővárosa egy luboki népszerű nyomtatvány felirata szerint súlyos bombázást szenvedett el az oroszoktól.
Az 1924. április 1-jén megalakult Zonguldak tartomány 1927-ben egyesült Safranboluval.
1990 novemberében 48 000 bányász sztrájkolt Zonguldakban. 1992. március 3-án több mint 260 bányász vesztette életét egy bányaszerencsétlenségben; ez volt a török történelem legsúlyosabb bányaszerencsétlensége a somai bányaszerencsétlenségig.

## Gazdasága
A város gazdasága elsősorban a környékbeli kőszénbányászaton alapul, amelyet vasúton szállítanak a kikötőbe, és ott rakodnak be: A Zonguldaktól mintegy 60 kilométerre nyugatra fekvő Ereğli kikötővárosban található az Erdemir-csoporthoz tartozó acélmű. A környék mezőgazdasági termékei között szerepel az eper. Zonguldak ad otthont a Kara Elmas Egyetemnek.
A város terjeszkedési lehetőségei korlátozottak. Az üzleti központ a kikötőmedencén keresztül a tenger felé tartó kis folyó keleti oldalán található. Az ipari kikötő körüli félkörben lévő beépített városi területnek csak egy kis része fekszik a síkságon. A parti út közvetlenül a part mentén halad. Közvetlenül mögötte a Pontuszi-hegység erdős előhegyei emelkednek. A külső városrészek magas lakóházakkal a meredek lejtőkön a megvalósíthatóság határáig emelkednek. A magasabb lakóövezetek megközelítését a lejtővel kilométereken át párhuzamosan futó utak biztosítják, a gyalogosok számára lépcsősorokon át vezetnek rövidebb utak.
Több egyszerű szálloda is épült a városban. A buszpályaudvar fél kilométerre nyugatra, a parton, a vasútállomás a folyó völgyében, a központtól kissé délre található.

## A környék nevezetességei
- Kapuz és Uzunkum strandok
- Gökgöl Mağarası, cseppkőbarlang
- Cehennemağzı-barlang („Pokolsárkány-barlang”), a várostól nyugatra. Itt állítólag a mitikus hős és félisten Héraklész ölte meg a háromfejű pokolkutyát, Kerberoszt.

## Sport
A leghíresebb labdarúgóklub a Zonguldakspor, amely 1974 és 1988 között az első török labdarúgó-bajnokságban játszott. A Zonguldak kosárlabdacsapata az Erdemir acélvállalatról kapta a nevét, és az Első Török Kosárlabda Ligában játszik.

## Testvérvárosi kapcsolatok
Zonguldak 2013 óta testvérvárosi kapcsolatot ápol Castrop-Rauxellel.

## Itt születtek, itt éltek
- Ahmet Bektaş (* 1967), zenész
- Tayfun Belgin (* 1956), német művészettörténész.
- Onur Karakabak (* 1992), labdarúgó
- Tümer Metin (* 1974), labdarúgó
- Ergün Penbe (* 1972), labdarúgóedző.
- Ertuğrul Sağlam (* 1969), labdarúgóedző.
- Aytaç Eryılmaz (* 1952), szakkönyvíró.
- Fuat Bultan (1933-2013), török-német rádiós műsorvezető.
- Enver Cenk Şahin (* 1994), labdarúgó.
- Mümtaz Soysal (1929-2019), jogtudós, kolumnista és politikus.